# Ostrov (Costanza)
Ostrov è un comune della Romania di 5 537 abitanti, ubicato nel distretto di Costanza, nella regione storica della Dobrugia.
Il comune è formato dall'unione di 6 villaggi: Almălău, Bugeac, Esechioi, Gârlița, Galița, Ostrov.